# Julia Menger
Julia Menger (* 19. Februar 1982 in Bautzen) ist eine deutsche Journalistin, Hörfunk- und Fernsehmoderatorin. 

## Leben
Julia Menger wurde in Bautzen geboren. Sie wuchs zunächst in Dresden und danach in Brandenburg an der Havel auf.
Nach ihrem Abitur studierte Menger in den Jahren von 2000 bis 2006 das Fach Journalismus an der Universität Leipzig. Danach war sie viele Jahre lang als Radiomoderatorin bei verschiedenen Radiosendern tätig, so unter anderem auch bei Radio Energy Sachsen, von April 2013 bis zum Jahr 2018 bei Bayern 3. Seit 2018 moderiert sie den Schönen Morgen bei Radio Eins. Im November 2022 stieß sie zum Moderatoren-Team der beiden Sendungen MDR um Zwei – Der starke Osten und MDR aktuell. Seit Januar 2024 verstärkt sie zudem das Moderatoren-Team bei der Sendung MDR um 4.
Julia Menger lebt mit ihrem Ehemann und dem gemeinsamen Kind in Leipzig.